# Bessillon
Le Bessillon est un petit massif montagneux situé dans le centre du Var, près de Brignoles.

## Géographie

### Situation

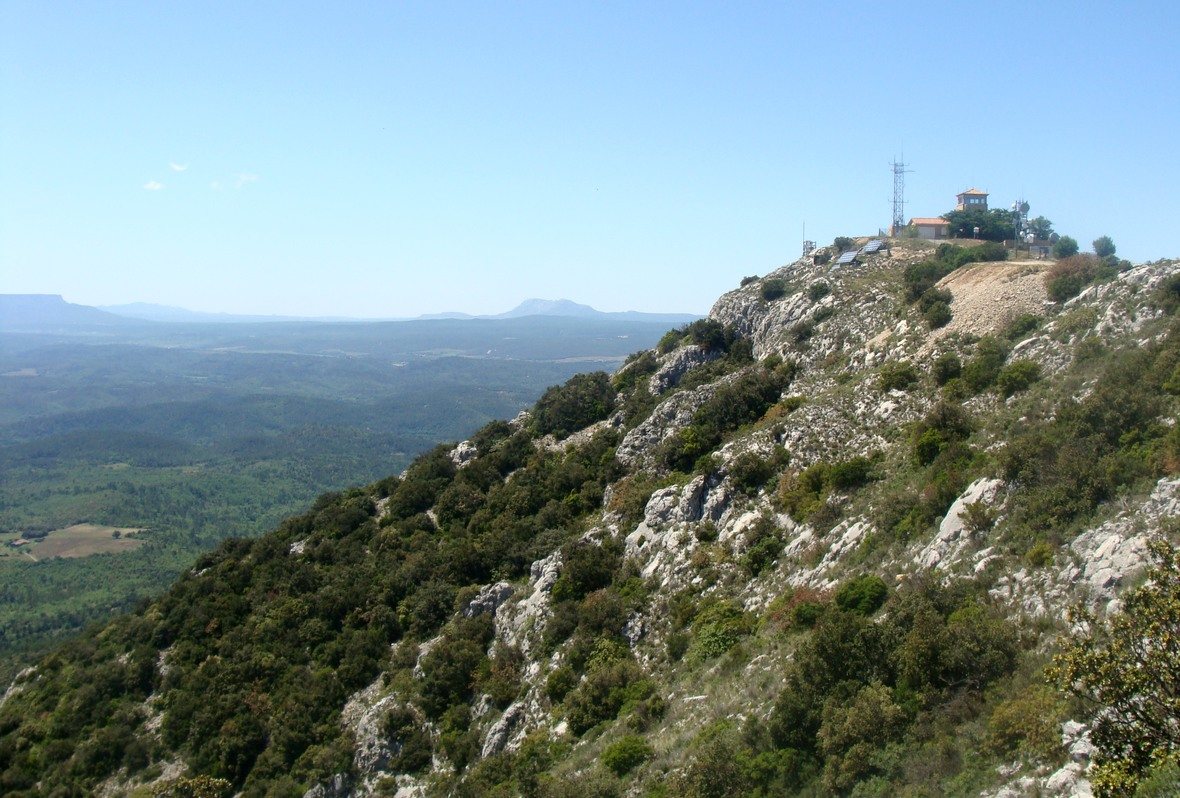
Vue des installations au sommet du Gros Bessillon et des rochers de la face sud (vue prise en direction de l'ouest).

Le Bessillon est le sommet le plus haut du centre du Var, isolé des autres sommets à une vingtaine de kilomètres à la ronde. La forêt du Bessillon est très vaste et couvre tout le massif. Les villages alentour sont Barjols et Pontevès au nord-ouest, Cotignac à l'est et Correns au sud. À l'est du massif se trouve le monastère Saint-Joseph du Bessillon, lieu d'une apparition de saint Joseph.

### Topographie

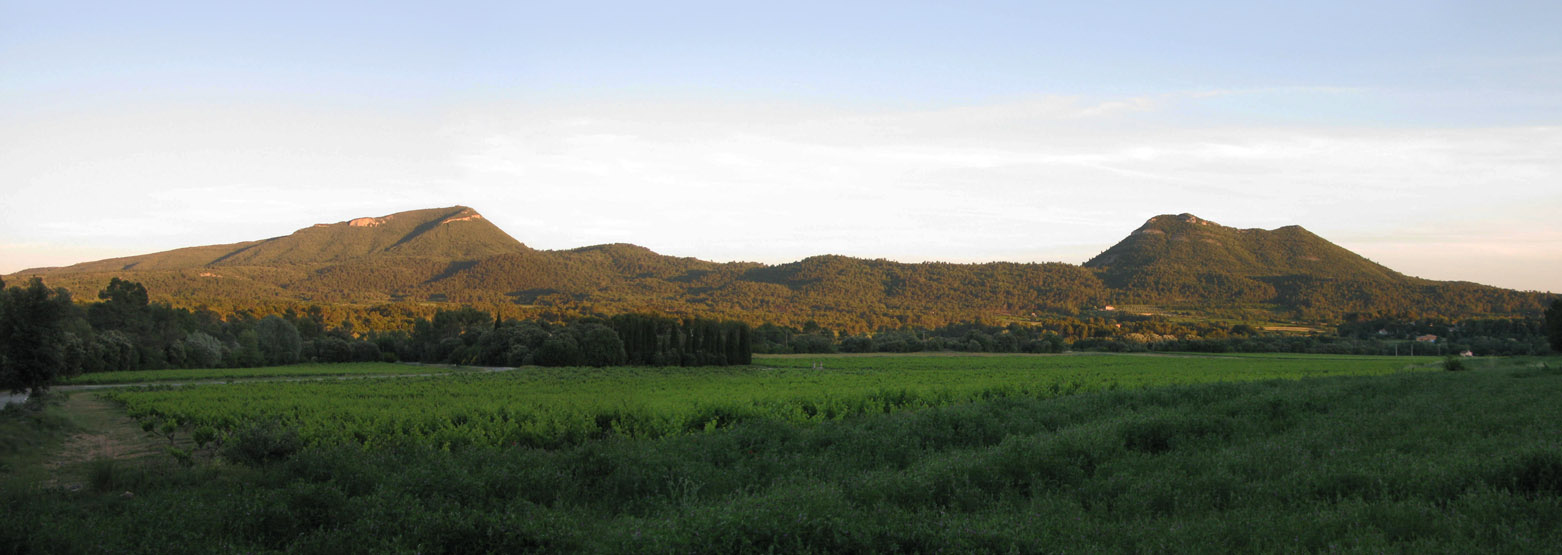
Le Gros Bessillon (à gauche) et le Petit Bessillon (à droite) vus depuis la RD 60 (côté nord).

Le Bessillon est composé de deux sommets :
- le Gros Bessillon : culminant à 813 m, c'est le sommet le plus haut du massif et du Centre-Var. On y a découvre un panorama qui s'étend du massif des Maures à la montagne Sainte-Victoire et du massif de la Sainte-Baume aux Préalpes de Digne. Ce lieu à la situation privilégiée a permis d'installer au sommet un poste de vigie et une table d'orientation. Le manque de soin apporté à ces travaux a causé la destruction[1] d'une station de plante rare, le genêt de Lobel (Genista lobelii), pourtant protégée par la loi [2]. Cette station était la plus septentrionale connue dans le département. La nature calcaire (Oxfordien moyen) a formé, par érosion, de nombreux rochers aux différentes formes comme des roches percées ou des dolomies ;
- le Petit Bessillon : il est connu pour ses deux sommets jumelés, l'un à 639 mètres à l'ouest et le plus haut à 668 m à l'est où des tours de garde ont été construites par les Pontevès, souverains du château et du village éponyme. Sur le sommet principal il y a deux tables d'orientation, l'une au sud et l'autre au nord.

## Histoire
Le Bessillon a été un haut-lieu de la Résistance, sous l'occupation allemande, pour sa situation isolée et très boisée. De nombreux résistants y ont été tués par les Allemands. Un monument,,, aux héros et martyrs du Bessillon, œuvre du sculpteur Victor Nicolas, a été érigé au bord de la route D 560 entre Pontevès et Cotignac.